# 吾命騎士
《吾命騎士》（The Legend of Sun Knight）是由台灣春天出版社子品牌天使出版出版的輕小說，作家筆名為御我，插圖畫家筆名為亞砂。番外篇後及新版改由J.U.插畫。此作是作者基於「揭發騎士的真面目」此一靈感創作、描述一名騎士長格里西亞·太陽和他的夥伴們的故事。
2010年推出單行本漫畫，由貓十字繪畫。輕小說的簡體中文版由盛大文学聚石文华图书公司在2012年發行。

## 故事簡介

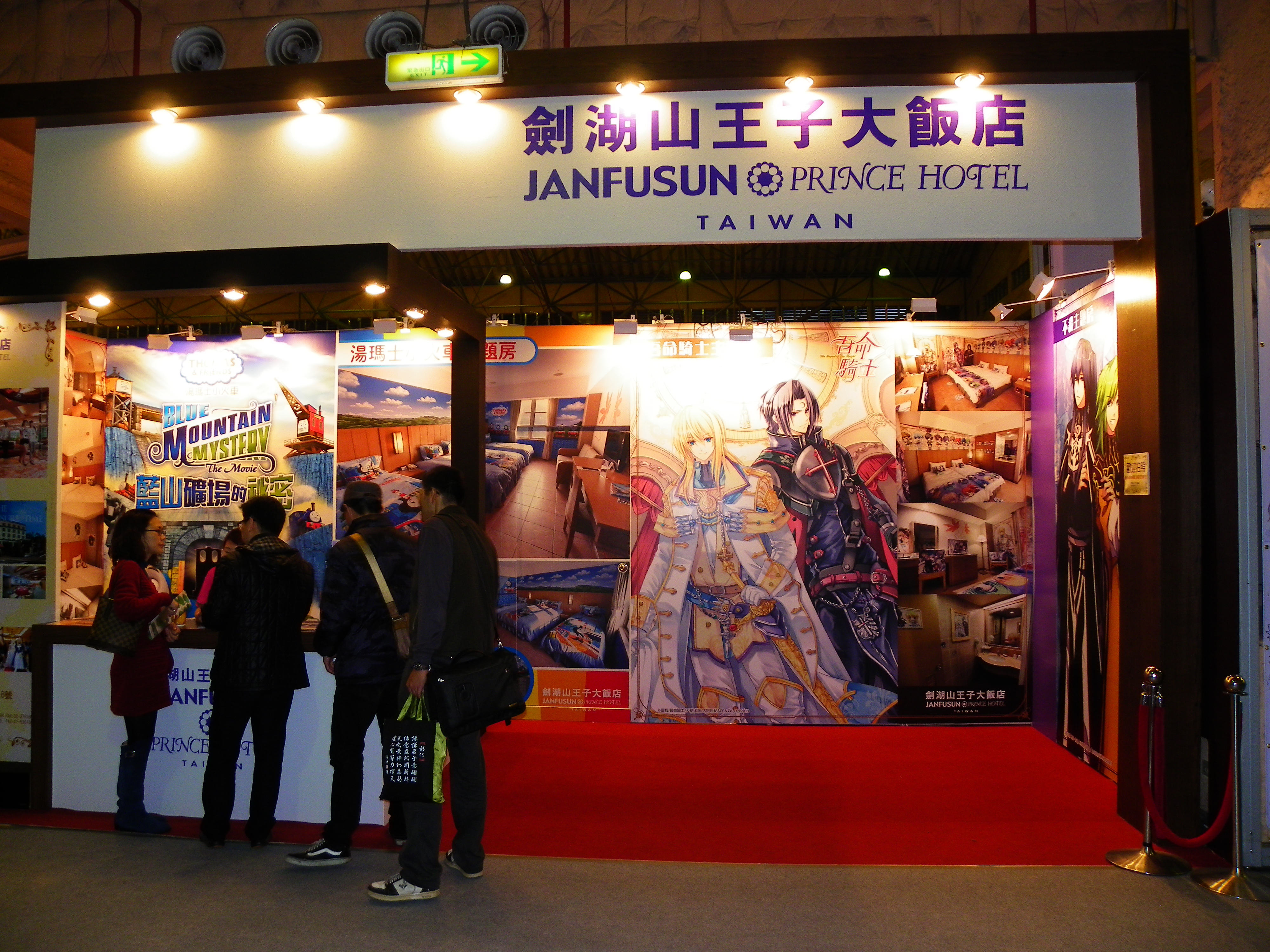
A hotel lobby with posters of The Legend of Sun Knight.

由多個國家及宗教勢力分割的大地，當中歷史最悠久、作為大陸前三大信仰之一的光明神殿，其第三十八代太陽騎士長格里西亞·太陽和他的夥伴們的故事。

## 世界觀

### 國家
三國分別為光明神殿的所在地－忘響國，渾沌神殿的所在地－基辛格王國，以及戰神殿的所在地－月蘭國。舊版第一集曾稍微提到全大陸共有五個國家（吾命騎士1騎士基本理論第13頁），新版第一集則寫三個國家（見同處）。

### 宗教
在吾命騎士中共有三個主要神祇，分別為：光明神、渾沌神及戰神，而其信徒則組成上述之三大神殿，也就形成排名前三大宗教。

#### 諸神條約
在書中的世界裡「神」是確實且為數不少的存在。神的力量大小，則是依其信徒多寡而決定。然而若神為了招收信徒在世界上任意使用力量的話，這世界很快就會不復存在。所以最強大的幾位神便訂定了「諸神條約」，禁止諸神將力量直接發揮於世界上，而是交由各自的代言人來發揮。

#### 光明神殿
崇拜光明的光明神殿是書中歷史最悠久的教派，而光明神殿又分成輔助系統的光明殿和戰鬥系統的聖殿。

##### 聖殿騎士團
主角所領導的聖殿就只有一個部隊，也就是「聖殿騎士團」，其下又分為十二個小隊，由十二聖騎士掌管。在神殿興盛的時候，每一個十二聖騎士分別掌管一整個騎士團，但在本書所描繪的時間點上神殿因經費不足而整併成一個騎士團，下分小隊，由聖殿之首，也就是十二聖騎士之首－太陽騎士長擔任團長，十二聖騎士及聖騎士小隊全數聽從太陽騎士之命令行事。

#### 渾沌神殿
崇拜渾沌的渾沌神殿是故事後期的中心，其存在的主要目的並不是像其他神殿一樣招收信徒，而是協助魔王誕生。神殿的領導人名義上是沉默之鷹，但真正的領導人其實是魔王。

##### 魔王
魔王是渾沌神殿暨渾沌神之後最崇敬的人，也是神殿實際上的領導人。神殿為了魔王蓋了一座比本殿還要雄偉華麗的影神殿當作魔王日後的根據地，可是根據沉默之鷹對魔王的解說：“就算魔王要在本殿和影神殿之外另設根據地，神殿也只有照辦的份。”由此可見魔王的命令是絕對的。而魔王這種看似比神還要崇高的存在，是當初渾沌神為了解決黑暗之地逐漸擴張而創造出來的“容器”：利用魔王來吸收全大陸的黑暗屬性，藉以遏止黑暗之地的擴張。魔王的力量雖違反諸神條約，但諸神為了解決黑暗之地的問題所以將其視而不見，但其下的人類因不明事由，而將黑暗之地的擴散和力量強大的魔王，歸咎於是渾沌神想要製造出毀滅世界的武器，並發動討伐渾沌神的戰爭。因為一連串紊亂的戰爭，使得好不容易要製成的容器碎成三塊——這就是三位候選人的由來。渾沌神則是氣得拂袖離去，但當世界開始崩毀的時候，有一些明白真相的人開始哀求渾沌神的幫忙，這些人便成為渾沌神殿的創始人。渾沌神將自己的一小塊碎片分成三位引導者——三位巫妖——派他們去把碎片找回來，並重新組成容器，拯救世界。

#### 戰神殿
對戰神殿來說追求最純粹的武力是其唯一的中心教條，其領導人是戰神之子─麥凱，書中並沒有對戰神殿多做說明。

#### 影神殿
又名魔王殿，位於深山之中，是混沌神殿所分出來的供魔王休息，且比自身神殿還要豪華，為的是不讓魔王感到厭倦，而渾沌神殿之主--沉默之鷹--等陽是一名帅的“让人想杀了他再鞭尸”的帥哥，並有"候補的沉默之鷹們"誓死為魔王效忠，無數的金銀財寶及各類型的美人供魔王所用，但是魔王本身不能自由出宮殿，因為魔王本身身體虛弱，是一所專門為魔王所打造的居所。而且由於魔王在睡眠時會不自覺的使用魔法，所以會在魔王的房間設有特殊的魔法陣避免這種狀況發生。

## 出版書籍

### 輕小說
平裝版
| 卷數 | 標題             | 天使出版       | 天使出版               | 補充                      |
| 卷數 | 標題             | 發售日期       | ISBN                   | 補充                      |
| ---- | ---------------- | -------------- | ---------------------- | ------------------------- |
| 1    | 騎士基本理論     | 2007年7月12日  | ISBN 978-986-835-290-2 |                           |
| 2    | 騎士每日例行任務 | 2007年11月22日 | ISBN 978-986-668-801-0 |                           |
| 3    | 拯救公主         | 2008年4月2日   | ISBN 978-986-668-809-6 |                           |
| 4    | 屠龍             | 2008年10月15日 | ISBN 978-986-668-819-5 | 附外傳漫畫、書盒          |
| 5    | 不死巫妖(上)     | 2009年4月28日  | ISBN 978-986-668-854-6 | 附外傳漫畫、書盒          |
| 6    | 不死巫妖(下)     | 2009年12月1日  | ISBN 978-986-668-874-4 | 附外傳漫畫、書盒          |
| 7    | 終結魔王(上)     | 2010年7月27日  | ISBN 978-986-621-907-8 |                           |
| 8    | 終結魔王(下)     | 2011年11月8日  | ISBN 978-986-621-968-9 |                           |
| 外傳 | 無敵             | 2009年2月      | 不適用                 | CWT限定販賣               |
| 外傳 | 39 吾命騎士(上)  | 2012年8月28日  | ISBN 978-986-594-514-5 | 外傳 敘述第39代聖殿騎士團 |

新裝版
| 卷數 | 標題             | 天使出版      | 天使出版               |
| 卷數 | 標題             | 發售日期      | ISBN                   |
| ---- | ---------------- | ------------- | ---------------------- |
| 1    | 騎士基本理論     | 2013年2月7日  | ISBN 978-986-594-505-3 |
| 2    | 騎士每日例行任務 | 2013年2月18日 | ISBN 978-986-594-543-5 |
| 3    | 拯救公主         | 2014年8月18日 | ISBN 978-986-594-553-4 |
| 4    | 屠龍             | 2015年7月4日  | ISBN 978-986-594-575-6 |
| 5    | 不死巫妖（上卷） | 2015年8月11日 | ISBN 978-986-594-579-4 |
| 6    | 不死巫妖（下卷） | 2015年11月3日 | ISBN 978-986-594-585-5 |
| 7    | 終結魔王（上卷） | 2016年5月31日 | ISBN 978-986-594-592-3 |
| 8    | 終結魔王（下卷） | 2017年1月24日 | ISBN 978-986-940-572-0 |

新裝增修版
| 卷數 | 標題             | 蓋亞文化(魔豆出版) | 蓋亞文化(魔豆出版)     | 補充                 |
| 卷數 | 標題             | 發售日期           | ISBN                   | 補充                 |
| ---- | ---------------- | ------------------ | ---------------------- | -------------------- |
| 1    | 騎士基本理論     | 2023年11月15日     | ISBN 978-626-977-674-0 | 附贈特典本［趨光性]  |
| 2    | 騎士每日例行任務 | 2024年2月21日      | ISBN 978-626-982-042-9 | 附贈特典本［黑暗中］ |
| 3    | 拯救公主         | 2024年5月15日      | ISBN 978-626-983-192-0 | 附贈特典本［拾光］   |
| 4    | 屠龍             | 2025年2月5日       | ISBN 978-626-754-213-2 | 附贈特典本［副隊長］ |
| 5    | 不死巫妖(上)     | 2025年6月4日       | ISBN 978-626-754-220-0 | 附贈特典本［不知處］ |
| 外傳 | 39(上卷)         | 2024年8月28日      | ISBN 978-626-983-199-9 | 首刷限定情境透卡     |
| 外傳 | 39(中卷)         | 2024年8月28日      | ISBN 978-626-754-200-2 | 首刷限定情境透卡     |

漫畫

單行本全5冊，內容到小說第二冊，風格為少女漫畫。副標為《聖騎士的私生活揭密》，台版出版時沒有副標。
| 卷數 | 一漫年出版    | 一漫年出版             | 天使出版       | 天使出版               |
| 卷數 | 發售日期      | ISBN                   | 發售日期       | ISBN                   |
| ---- | ------------- | ---------------------- | -------------- | ---------------------- |
| 1    | 2010年4月23日 | ISBN 978-988-19059-7-0 | 2010年10月5日  | ISBN 978-986-621-918-4 |
| 2    | 2010年11月5日 | ISBN 978-988-19363-0-1 | 2011年2月15日  | ISBN 978-986-621-941-2 |
| 3    | 2011年8月1日  | ISBN 978-988-8105-61-8 | 2011年10月7日  | ISBN 978-986-621-967-2 |
| 4    | 2012年8月1日  | ISBN 978-988-814-557-7 | 2012年12月18日 | ISBN 978-986-594-522-0 |
| 5    | 2013年8月1日  | ISBN 978-988-8222-04-9 | 2015年7月13日  | ISBN 978-986-594-576-3 |

## 外部連結
- 御我自白書（页面存档备份，存于）
- 御我的論壇（页面存档备份，存于）